# Lubna Agha
Lubna Agha, née le 2 mai 1949 et morte le 6 mai 2012 à Boston, est une artiste-peintre sud-asiatique d'origine pakistanaise. Ses toiles sont typiques de l’art islamique moderne, ainsi que de l’art asiatique contemporain.

## Biographie
Elle a exposé ses œuvres dans plusieurs musées et galeries à travers le monde, notamment dans son pays natal le Pakistan et d’autres pays comme la Grande-Bretagne, le Japon, la Jordanie, la Suisse et les États-Unis. Bien que l’art asiatique et islamique contemporain soient caractérisés par la création des tableaux de miniature et de calligraphie, les œuvres récentes de Lubna Agha sont inspirées de l’architecture asiatique et islamique, ainsi que l’artisanat musulman traditionnel comme la sculpture sur le bois, le travail sur le métal et la production du textile.
À travers ses œuvres, Lubna Agha présente d’autres aspects de la culture musulmane reproduits pour la première fois sur toile, reflétant ainsi une nouvelle manière d’inspiration de l’art musulman. Ses peintures sont une découverte de l’artisanat méditatif et décoratif de l’histoire musulmane à travers ses formes d’architecture et motifs de design complexes.
L’art de Lubna Agha est un dialogue avec son histoire personnelle. Son travail se focalise sur les canevas et les travaux à base de bois reflétés à travers les milliers de pixels et formes organiques de ses tableaux qui ne se limitent pas aux constructions rigides de l’héritage islamique traditionnel. Ainsi, ses œuvres reflètent l’art musulman représenté par la mosaïque couverte de tuiles, les sculptures complexes et le travail décoratif sur le métal.
Les tableaux de Lubna Agha font partie des collections artistiques permanentes de la collection asiatique du musée Bradford en Grande-Bretagne, du consulat national des arts au Pakistan et la galerie nationale des Beaux-Arts de Jordanie. Considérée comme un des leaders de l’art sud-asiatique et pakistanais féminin, Lubna Agha a franchi les portes de l’histoire artistique.
Ses dernières années, Agha vivait et travaillait à Brookline (Massachusetts, États-Unis).

## Expositions individuelles
- 1969 : Pakistan American Cultural Centre, Karachi, Pakistan
- 1971 : Arts Council of Pakistan, Karachi, Pakistan
- 1972 : Contemporary Art Gallery, Rawalpindi, Pakistan
- 1973 : Indus Gallery, Karachi, Pakistan
- 1975 : Pakistan Art Gallery, Lahore, Pakistan
- 1976 : Contemporary Art Gallery, Rawalpindi, Pakistan
- 1980 : Indus Gallery, Karachi, Pakistan
- 1981 : Stuart/Scott Gallery, Fair Oaks, Californie, États-Unis
- 1981 : Alta Galleries, Sacramento, Californie, États-Unis
- 1983 : Rara Avis, Sacramento, Californie, États-Unis
- 1985 : Djurovich Gallery, Sacramento, Californie, États-Unis
- 1987 : Indus Gallery, Karachi, Pakistan
- 1991 : Himovitz Solomon Gallery, Sacramento, Californie, États-Unis
- 1996 : Chawkandi Gallery, Karachi, Pakistan
- 2001 : Chawkandi Gallery, Karachi, Pakistan
- 2007 International Visions Gallery, Washington DC
- 2012 Points of Reference: Paintings Cite Islamic Visual Legacy: Gardiner Art Gallery, Stillwater OK

## Quelques expositions collectives
- 1973 : Three Non-Depressionists, Arts Council, Pakistan
- 1979 : Contemporary Arts Gallery, Rawalpindi, Pakistan
- 1979 : Arts Council of Pakistan, Karachi, Lahore and Rawalpindi, Pakistan
- 1980 : Indus Gallery, Karachi, Pakistan
- 1980 : Atelier BM, Karachi Pakistan
- 1980 : American Centre, Karachi, Pakistan
- 1981 : California State University, Sacramento, CA
- 1981 : Cowtown, Alta Galleries, Sacramento, CA (sur invitation)
- 1982 : La 52e Exposition annuelle de Crocker-Kingsley, Crocker Art Museum, Sacramento, Californie, États-Unis (présence du jury)
- 1984 : Watercolors, Rara Avis, Sacramento, Californie, États-Unis (sur invitation)
- 1985 : Chan-Elliot Gallery, Sacramento, Californie, États-Unis (sur invitation)
- 1986 : Le Pont d’art, Himovitz Solomon Gallery, Sacramento, Californie, États-Unis
- 1986 : Le Pont d’art, City Gallery, Kōbe, Japon
- 1987 : L’Anniversaire du Show, Himovitz Solomon Gallery, Sacramento, Californie, États-Unis
- 1989 : KVIE, Channel 6 (chaîne de télévision publique) Sacramento, Californie, États-Unis (également en 1988, 1987 et 1986) (sur invitation)
- 1994 : Les Artistes du Pakistan, Pacific Asian Museum, Pasadena, Californie, États-Unis
- 1994 : Les Rebelles intelligentes : 25 femmes artistes, Cartwright Hall, Bradford, Royaume-Uni ; Rotterdam City Gallery & Museum ; UNESCO, siège de Paris ; Lester City Gallery & Museum
- 1995 : KVIE Channel 6 (chaîne de télévision publique), les Enchères de l’Art, Sacramento, Californie, États-Unis
- 1995 : Phoenix Show, Del Paso Galleries, Sacramento, Californie, États-Unis
- 1995 : Hors du Pakistan, Northeastern University, Boston, États-Unis
- 1997 : 50e anniversaire du show, American Center, Karachi, Pakistan
- 1999 : Brookline Open Studios, Brookline, États-Unis
- 1999 : Boston Southend Open Studios
- 2000 : Le Pakistan : une autre vision, Asia House, Londres (Royaume-Uni), Victoria Art Gallery et Hot Bath Gallery, Bath (Royaume-Uni)
- 2001 : Projet de Takhti, Karachi, Lahore, Islamabad (Pakistan), Toronto (Canada)
- 2005 : Le Sanctuaire - Le Meilleur du show, Mass Audoban Gallery, Sharon, Massachusetts, États-Unis
- 2005 : Les Couleurs du rêve – par invitation, Mass Audoban Gallery, Sharon, Massachusetts, États-Unis
- 2006 : Les Piliers de la lumière de la culture musulmane, Bradford Museums Galleries and Heritage, Bradford, Royaume-Uni
- 2006 : Huddersfield Art Gallery, Huddersfield, Royaume-Uni
- 2006 : Les Termes de références infinis, Bradford Museums Galleries and Heritage, Bradford, Royaume-Uni
- 2006 : MUQARNAS: South Asian Visual Arts Collective, Niagara Artists’ Centre, St. Catherine's, Canada

## Sources
- Contemporary Painting in Pakistan par Marcella Nessom Sirhandi
- Painters of Pakistan par Amjad Ali
- Image and Identity: 50 Years of Painting and Sculpture in Pakistan par Akbar Naqvi
- Unveiling the Veiled par Salima Hashmi
- Painting in Pakistan par Ejazul Hasan